# Lista över furstehus
Lista över furstehus är en lista över ätter vars medlemmar under något historisk skede utövat suverän regeringsmakt (reell, formell, absolut eller konstitutionell) i ett rike eller landområde, och där makten gått i arv, antingen enligt successionslag eller (i valriken) genom ättens starka ställning.

## Terminologi och definitioner
Historiskt har furstehus i allmänhet definierats agnatiskt: furstevärdigheten ärvs endast genom män till män, förutom att dotter till manlig ättmedlem räknas till ätten och i vissa fall har kunnat bli regerande furstinna. I modern tid har många regerande furstehus omformats till kognatiska juridiska enheter, varest furstevärdigheten (och regentskapet) nedärvs utan könsåtskillnad (absolut primogenitur).
”Furste” i ”furstehus” har här den vidaste betydelsen: en samlingsbeteckning för alla härskarvärdigheter från kejserlig till småfurstar.
”Sidolinje” avser en ättegren som härstammar från en yngre son till en av ättens huvudmän. På engelska kallas en sådan ättegren ”cadet branch”. På svenska har ordet ”sidolinje” använts av bland andra Riddarhuset, men den svenska terminologin är inte så fast och hävdvunnen som den engelska.
Tekniskt sett uppkommer en sidolinje varje gång en furste har flera söner. Tekniskt sett utslocknade en huvudlinje och ersattes av en sidolinje när Karl XV och hans son kronprinsen dog och tronföljden hoppade till Karl XV:s yngre bror Oscar II. I praktiken avses med sidolinjer (cadet branches) ättegrenar som avskildes längre tillbaka i historien och oftast uppnått sin egen politiska ställning. Furstehus som oftast omtalas som sidolinjer i historiska framställningar anges nedan med kursiv, även om huvudlinjen har utslocknat.
Husen anges i alfabetisk ordning. Namn utan indrag anger agnatiska ätter. Indrag åt höger anger att ett hus är en sidolinje till det hus eller den släkt som utan indrag står ovanför, eller att huset är ett kognatiskt, juridiskt hus vars regerande överhuvud agnatiskt sett tillhör ett annat hus eller en annan släkt, som anges i texten.
Med fetstil och kursiv anges agnatiska ätter eller familjer som inte används som beteckningar på furstehus eller furstliga ätter. I nutida fall som Amsberg och Laborde de Monpepaz har män från de släkterna gift sig med regerande drottningar, och som prinsgemåler blivit fäder till tronföljare.

## Regerande furstehus och agnatiska ätter
Nedanstående furstehus och agnatiska ätter innehar idag (2024) statschefskap.
- Alaouitedynastin – regerar i Marocko
- Amsberg (juridiskt namn Nassau-Oranien)
  - Nassau-Oranien, sidolinje till Nassau, ett kognatiskt hus sedan Juliana (regerande drottning 1948–1980); överhuvudet agnatiskt Amsberg sedan Willem-Alexander – regerar i Nederländerna
- Bernadotte, sedan 1980 ett kognatiskt, juridiskt furstehus[2] – regerar i Sverige
- Capetingerna (Robertinerna)
  - Bourbon, sidolinje till Capetingerna (Robertinerna) – regerar i Spanien
  - Nassau-Weilburg, ett juridiskt furstehus sedan Marie-Adélaïde (regerande storhertiginna 1912–1919); agnatiskt Bourbon-Parma sedan Jean (storhertig 1964–2000) – regerar i Luxemburg
- Chakri – regerar i Thailand
- Chalencon (Chalençon)
  - Grimaldi, ett antaget juridiskt namn från kvinnolinjen; agnatiskt ätten Polignac, som i sin tur agnatiskt är ätten Chalençon – regerar i Monaco
- Dlamini – regerar i Swaziland
- Hashim – regerar i Jordanien
- Laborde de Monpezat (i Danmark, juridiskt namn Schleswig‑Holstein‑Sonderburg‑Glücksburg, se nedan)
- Liechtenstein, sedan 1719 ett kognatiskt, juridiskt furstehus – regerar i Liechtenstein
- Moshoeshoe – regerar i Lesotho
- Oldenburg
  - Schleswig-Holstein-Sonderburg-Glücksburg, sidolinje till Oldenburg – regerar i Danmark (juridiskt och kognatiskt, regenten tillhör agnatiskt Laborde de Monpezat), i Norge (agnatiskt) och i Förenade kungariket Storbritannien och Nordirland (juridiskt som huset Windsor, agnatiskt Oldenburg)
- Wettin
  - Huset Belgien (tidigare benämnt Huset Sachsen-Coburg-Gotha) – regerar i Belgien
  - Windsor, tidigare Sachsen-Coburg-Gotha, sidolinje till Wettin; sedan 2013 ett kognatiskt, juridiskt furstehus – Förenade kungariket Storbritannien och Nordirland
- Yamato – regerar i Japan

## Mediatiseradelevande furstehus
- Thurn und Taxis

## Övriga levande furstehus
- Alawiyya
- Capetingerna (Robertinerna)
  - Bragança, biologisk sidolinje till Capetingerna (oäkta födslar i härstamningslinjen)

- Metz
  - Habsburg-Lothringen, sidolinje till Metz

- Nguyễn Phúc

- Oldenburg
  - Holstein-Gottorp-Romanov, sidolinje till Oldenburg, ofta kallat ”Romanov”

- Pahlavi

- Salomoniska dynastin

- Savojen[3]

## Hus som utslocknat i huvudlinjen men fortlever i sidolinjer
- Capetingerna (Robertinerna)
- Rurikiderna

## Utslocknade furstehus

### Ursprung i Burgund
- Ivrea (Anskariderna)

### Ursprung i Frankerriket/Frankrike
- Karolingerna
- Merovingerna

### Ursprung i Norge
- Hårfagerätten

### Ursprung i Pommern
- Grip[4]

### Ursprung i Sverige
- Bjälboätten
- Erik Segersälls ätt
- Erikska ätten
- Stenkilska ätten
- Sverkerska ätten
- Vasaätten

## Utslockade sidolinjer
- Pfalziska ätten, sidolinje till Wittelsbach